# Þingvallahraun
Les Þingvallahraun sont un désert de lave situés dans le sud-ouest de l'Islande, dans la région des Þingvellir. La forêt dénommée Þingvallaskógar y a poussé.